# Caernarfonshire

Estensione del Caernarfonshire

Il Caernarfonshire, conosciuto anche come Caernarvonshire, Carnarvonshire o, in lingua gallese come Sir Gaernarfon, è una  contea tradizionale del Galles.

## Geografia
Confina a nord col mare d'Irlanda, ad est con il Denbighshire, a sud con la baia di Cardigan ed il Merionethshire, e ad ovest con la baia di Caernarfon e lo stretto di Menai. Il capoluogo è Caernarfon.